# Klavirski koncert št. 2 (Rahmaninov)
Sergej Rahmaninov: Koncert za klavir in orkester št. 2, c mol, op. 18 (1901)
(Okviren čas trajanja: 40 minut)
Rahmaninovu je uspelo prebroditi duševno krizo, ki jo je doživljal ob fijasku svoje prve simfonije, poiskal je strokovno pomoč psihiatra in hipnotizerja Nikolaja Dahla, kateremu je resnično uspelo, da je Rahmaninov začel izpolnjevati naročilo za nov klavirski koncert, ki ga je bil dobil od Londonske filharmonične družbe. Tako je nastal njegov 2. klavirski koncert in hvaležni skladatelj ga je posvetil dr. Dahlu. Kasneje povedal: »Čeprav se zdi neverjetno, mi je terapija resnično pomagala. Spet sem začel pisati. Nove glasbene ideje so začele vreti iz mene – mnogo več jih je bilo, kot bi jih potreboval za svoj koncert.«  Najprej sta nastala 2. in 3. stavek. Rahmaninov ju je predstavil prijateljem in nekaterim kritikom in šele po njihovih navdušenih odzivih spomladi leta 1901 napisal še prvi stavek.  Delo je prvič javno izvedel sam 14. okrobra 1901 z orkestrom moskovske filharmonične družbe. Koncert je takoj zaslovel in je še danes eno od najbolj priljubljenih in največkrat izvajanih del klavirske literature.
Rahmaninov je nekoč dejal o svojem ustvarjanju: »Nikoli se nisem trudil, da bi bil romantičen, strasten, nacionalističen ali sploh kakršenkoli. Glasbo sem zapisal takšno, kakršno sem slišal v sebi in to tako preprosto, kot je bilo le mogoče...«  Kljub tej načelni izjavi pa je očitno, da je vtis spontanosti, ki ga daje glasba Rahmaninova, dosežen z velikim znanjem in pretehtano uporabo kompozicijskih veščin. Njegov 2. klavirski koncert je zastavljen tako, da se solistični klavir in orkester venomer dopolnjujeta in podpirata; solist se nikoli ne zoperstavi simfoničnemu tkivu. V prvem stavku nas niz klavirskih akordov, ki v rastoči dinamiki zadonijo kot zvonovi, postavi v zvočni svet ruske romantike. Nato se v godalih oglasi glavna tema ob spremljavi klavirja. Lahkotne, virtuozne solistične pasaže uvedejo drugo, lirično témo. V reprizi klavir skupaj s pihali prvo temo nadgradi še s tretjim, globoko otožnim motivom. Celoten stavek je nabit s čustvi, zdaj viharnimi, zdaj spet rahlimi, vselej pa otožnimi. Drugi stavek obvladuje spevna melodija, ki jo najprej zaigrata flavta in klarinet. Klavir ju spremlja, potem pa se razživi v širokem valovanju. Zadnji stavek začne orkester z vznemirljivo ritmično figuro. Klavir jo povzame in nato predstavi živahno prvo temo. Kratek prehod uvede lirično melodijo, ki jo za klavirjem ponovijo godala. Obe melodiji se izmenjujeta in prepletata, dokler kratka, a briljantna solistična kadenca ponovno ne uvede druge teme, ki jo tokrat odigra celoten orkester. Rahmaninov je imel največji dar, kar jih muze lahko podarijo skladatelju: nikoli ni bil v zadregi za prepoznavno, v srce segajočo melodijo. Druga tema zadnjega stavka zveni v nas še dolgo po tem, ko je orkester odigral zadnje takte energične in poudarjeno ritmizirane sklepne code.
Koncert oziroma melodične dele koncerta so uporabili mnogi kasnejši filmski in glasbeni ustvarjalci kot glasbeno opremo ali kot melodično tematiko svojih skladb. Nazadnje je bila uporabljena tema 2. stavka v filmu Bridget Jones (v skladbi Jamie O'Neal: »All By Myself«)